# (90491) 2004 DW22
(90491) 2004 DW22 es un asteroide perteneciente al cinturón de asteroides, región del sistema solar que se encuentra entre las órbitas de Marte y Júpiter.
Fue descubierto el 18 de febrero de 2004 por el equipo del LINEAR desde el Laboratorio Lincoln, Socorro, Nuevo Mexico.

## Designación y nombre
Designado provisionalmente como 2004 DW22

## Características orbitales
2004 DW22 está situado a una distancia media del Sol de 2,792 ua, pudiendo alejarse hasta 3,293 ua y acercarse hasta 2,291 ua. Su excentricidad es 0,053 y la inclinación orbital 8,763 grados. Emplea 1703,86 días en completar una órbita alrededor del Sol.
Los próximos acercamientos a la órbita de Júpiter ocurrirán el 7 de junio de 2081, el 29 de junio de 2104 y el 24 de julio de 2127.
Pertenece a la familia de asteroides de (668) Dora.

## Características físicas
La magnitud absoluta de 2004 DW22 es 15,34. Tiene 4,819 km de diámetro y su albedo se estima en 0,053.